# Gangaa
 (novembre 2024).
Gangaa (titre original : Sagar ki Gangaa) est une série télévisée indienne en 595 épisodes de 24 minutes, créée par Waseem Sabir, et diffusée entre le 2 mars 2015 et le 2 juin 2017 sur &TV.
Dans les pays francophones, elle est pour la première fois diffusée en 2018 (lundi-vendredi) sur RTI2 puis sur Zee Magic.
Gangaa, une petite fille de la campagne, voit sa vie chambouler lorsque son père et le fiancé auquel il a été promis meurent tous deux le jour de son mariage. Condamnée par la société à mener une vie de veuvage, elle est sauvée et recueillie par Niranjan Chaturvedi, un avocat ouvert d'esprit de Bénarès. C'est ainsi que commence son histoire, partant de son enfance auprès des Chaturvedi, à sa majorité où enfin pense-t-elle pouvoir recouvrer le bonheur.

## Synopsis

### Saison 1
Dans une société où les veuves Indiennes sont considérés comme des parias, responsables de la mort de leurs époux, Gangaa, 9 ans, devient du jour au lendemain l'une d'entre elles alors que son père et son fiancé meurent pendant une debandade, le jour de son mariage. Plutôt que de l'amener dans un orphelinat, son futur beau-père l'abandonne dans un foyer pour veuves, où l'on l'oblige à porter un sari blanc et à retirer tous ses bijoux de mariage.
Un peu plus tard, Gangaa fait la rencontre d'un avocat renommé de Bénarès, Niranjan dit Niru Chaturvedi, qui la sauve d'une noyade. Celui-ci le recueille chez lui, ce même malgré l'opposition de sa mère, la matriarche Kanta. Grâce à Sagar, le dernier né de Niranjan et le préféré de la famille, Gangaa obtient finalement l'autorisation de rester. Toutefois, ce serait à la seule condition que Kanta prenne en charge son éducation, pour la simple et bonne raison que les deux partagent un statut en commun, celui de veuves.
Au fil du temps, Gangaa parvient à gagner la confiance et le respect des Chaturvedi. Elle devient comme une fille pour Niranjan et son épouse Madhvi, une sœur pour Sagar et Pulkit et une petite-fille pour Kanta. Même les domestiques de la maison, Maharaji et Mery, se prennent d'affection pour elle étant donner que c'est une fille très travailleuse qui n'hésite pas à leur donner un coup de main dans leurs tâches ménagères. Par contre, pour les proches de la famille, en outre la belle-sœur et le neveu de Madhvi, Prabah et Yash, Gangaa n'en demeure pas moins qu'une veuve de mauvaise réputation.
Dans les derniers épisodes de la première saison, après avoir sauvé ses hôtes de nombreuses menaces, Gangaa doit faire face au plus grand défi de sa vie. En effet, son meilleur ami et frère de cœur, Sagar, qui souffre du syndrome du bébé bleu, doit se faire opérer d'urgence. D'après les dires d'un prêtre, c'est en le laissant apposer du vermillon, symbole du mariage, sur le front d'une fille qu'il sera sauvé. Étant donné que seule elle est à même capable de remplir un tel rôle, elle se dévoue.
Sagar, complètement rétablie grâce au geste symbolique de Gangaa, le dernier épisode évoque son départ pour Londres. Car, jalouse de l'attention qu'il porte à Gangaa, sa mère Madhvi l'éloigne d'elle pour eviter qu'un jour leur amitié se change en amour.

### Saison 2a
Après une ellipse de 10 ans, Gangaa, devenue une belle jeune femme, attend impatiemment le retour de Sagar. Le temps ayant fini par changer ses sentiments à son égard, il s'avère qu'elle est dorénavant éperdument amoureuse de lui.
Lorsque Sagar revient à Bénarès plus tôt que prévu, tout le monde est ravi de le revoir, surtout Gangaa. Mais sa joie est de courte durée quand elle découvre l'existence de Jahnvi, la petite amie de Sagar. Quand celui-ci, à son insu, lui planifie une alliance avec Sahil, le frère de Jahnvi, Gangaa trouve toute la force nécessaire pour lui déclarer son amour, à son grand dam. Car le jeune homme l'ayant toujours considérée comme une amie, rejete son amour.
Pendant plusieurs jours, Gangaa, prise de chagrin, refuse d'adresser la parole à Sagar. Toutefois, celui-ci ne manque jamais à ses devoirs d'ami en lui venant toujours en aide, quand elle en a besoin. D'ailleurs, c'est grâce à lui et à ses atouts d'avocat, que Gangaa a pu finalement se sortir d'une affaire de vidéo trafiqué par Yash et Jahnvi visant à la diffamer.
Pour se venger des Chaturvedi qui ont laissé son fils se faire arrêter, Prabah met la vie de Gangaa en danger, ce afin de  réveiller les sentiments d'amour caché de Sagar. Comme elle s'y attendait, une fois que Sagar a fini par réaliser son amour pour Gangaa et lui a déclaré sa flamme devant tout le monde, toute la famille s'est vue chamboulé par cette réalité. Les aînés s'opposent tous à leur union, tandis que Pulkit et sa nouvelle épouse Supriya sont d'accord avec eux.
En parlant de Pulkit, à force d'être rabaissé par son père et victime d'un complot de Ratan, l'époux de Prabah, il a littéralement fait diviser le manoir de telle sorte qu'une zone soit entièrement réservée à sa part d'héritage. Quand un malentendu nait entre Gangaa et Sagar qui les pousse à se séparer avant même de sceller leur union, Pulkit accepte d'accueillir sa sœur de cœur sur son territoire. Entre-temps, Sagar, soutenu par les aînés de la famille, épouse Jahnvi sur un coup de tête et le regrette le soir même.
Quelques jours plus tard, Gangaa décide de reprendre sa vie en main en poursuivant ses études d'avocat. C'est ainsi qu'elle rencontre maître Palash Banerjee qui devient son mentor pendant une longue période. Sagar, jaloux de leur complicité, délaisse alors sa nouvelle épouse au point où celle-ci commence à se trouver du réconfort dans la drogue. Au moment où Gangaa persuade Sagar de mieux se comporter avec elle, son fournisseur et complice, qui n'est autre que Yash, la tue en lui administrant une trop forte dose de drogue. Grâce à une lettre qui incriminé son cousin, il maquille son meurtre en suicide, et fait arrêter Sagar à sa place.
En sa qualité d'avocat, Palash est choisi pour prendre en charge le cas de Sagar. Mais ses sentiments vis-à-vis de Gangaa prennent le dessus, au point de voir son client comme une menace à son bonheur. Ayant découvert que Mery a été témoin du meurtre de Jahnvi et est par conséquent la clé maîtresse pour assurer la libération de Sagar, il la fait kidnapper et se volatilise à l'approche du procès. Pour sauver son fils, Niranjan démissionne de son poste de juge et prend en charge son cas. Gangaa, de son côté, découvre finalement le vrai visage de Palash, réussit à le retrouver avec Mery et parvient in-extremis à disculper Sagar avant que le juge ne rende son verdict.
Pour avoir sauvé Sagar de la prison, la famille Chaturvedi accepte finalement Gangaa comme belle-fille. Malgré quelques petits problèmes rencontrés au cours des préparatifs de son mariage, Sagar et elle peuvent se marier dans la joie et la bonne humeur. Le jour J cependant, on découvre que Gangaa attend un enfant de Sagar. Ne reconnaissant pas avoir déjà passé la nuit avec Gangaa, celui-ci nie être l'auteur de cette grossesse et, humiliée, Gangaa quitte la maison. Le destin la met alors sur le chemin de Rahat, le premier amour de Niranjan et la mère de sa première fille, Zoya, qui la recueille. Dans une affaire de meurtre et d'agression opposant Zoya à Rudra, un ami de Gangaa et Sagar, ces derniers décident de défendre respectivement leur cas au tribunal. Il s'avère plus tard que Zoya qui se disait être une victime, est en fait coupable du meurtre de son mari et a orchestré son agression pour incriminer Rudra, son amant à l'époque.
Dans le climax, Rahat découvre la vérité sur Zoya. Craignant qu'elle ne remette la preuve qui l'incriminerait à la police, celle-ci la fait tomber du toit, en tentant de lui arracher la caméra contenant ladite preuve. Résultat, Rahah meure, Niranjan accepte de reconnaître Zoya comme sa fille, Sagar et Madhvi quittent en conséquence la maison et Rudra est quand même condamné pour toutes les accusations de Zoya. Quant à Gangaa, elle donne naissance à une fille, Krishna.

### Saison 2b
7 ans plus tard. Gangaa élève seule Krishna, avec Kashish l'une des protégées de Rahat. Sagar, lui, est à Londres avec Madhvi, et ne croit malheureusement plus en l'amour et aux relations.
Triste que sa famille soit effondrée, grand-mère Kanta tente à tout prix de recoller les morceaux en obligeant son petit-fils et sa belle-fille à rentrer à Bénarès. Entre-temps, pendant une sortie scolaire, Krishna est portée disparue et c'est contre toute attente Sagar qui la retrouve. À cause de sa ressemblance, le jeune homme reconnaît tout de suite la fillette comme la fille de Gangaa. Il lui ramène alors chez elle, sans pour autant rencontrer son ex. Les jours suivants, le même scénario va se répéter étant donné que Sagar et Krishna continueront à se voir, sans que Gangaa ne soit au courant. Notons que devant elle, Krishna appelle son salvateur par le surnom de Oncle Mowgli, car il l'a sauvé sauvé dans la forêt.
À force de côtoyer Krishna, Sagar finit par rencontrer Gangaa. Mais celle-ci, prise de rancune pour les blessures du passé, leur interdit de se revoir. Au fil du temps, Sagar qui s'est attachée à Krishna, se rend compte qu'il se pourrait qu'elle soit sa fille, les deux étant d'ailleurs atteint du syndrome héréditaire du bébé bleu. Grâce à l'évasion de Yash, il est dévoilé devant tout le monde que c'est de sa faute et de celui de sa mère si Sagar ne s'est jamais souvenu de la nuit où Krishna a été conçu. Car il s'avère qu'à l'époque où elle côtoyait les Chaturvedi, Prabah avait droguée la boisson de Sagar pendant ses fiançailles.
Sagar est alors prise de remords pour avoir remis en question le caractère de Gangaa. Toutefois, cette dernière refuse de lui accorder ni le pardon ni l'amour de Krishna. Résultat, les deux protagonistes se lancent dans une bataille juridique pour obtenir la garde de leur enfant, bataille à laquelle Sagar sortira vainqueur avec la complicité de Krishna. Sachant que Gangaa ne pourrait vivre sans sa fille, les Chaturvedi profite de cet atout pour l'attirer dans leur maison. Zoya, qui craint alors que la venue de Gangaa et Krishna chez elle ne réduise sa part d'héritage, décide d'éliminer Krishna au plus vite. Heureusement, dès sa première tentative, elle se fait exposer devant tout le monde et Niranjan se charge personnellement de la mettre à la porte.
Malgré tous les efforts de Sagar, Krishna et du reste de la famille, Gangaa reste catégorique sur le fait de ne plus se remettre avec Sagar. Résultat, celui-ci retourne à Londres, ce qui conduit à la crise cardiaque de Niranjan. Alors que Gangaa découvre que l'état de santé de son beau-père est beaucoup plus critique qu'il n'y paraît et qu'il ne lui reste plus longtemps à vivre, elle est alors obligée de répondre à ses quatre volontés dont celui de se remarier à Sagar. Pendant ce temps, Grand-mère Kanta, croyant que seule un miracle peut sauver Niru, prend contact avec une gourou prénommée Dame Voilée.
En réalité Prabah, la Dame Voilée entre dans la vie des Chaturvedi en manipulant Grand-mère et Madhvi. Ne leur faisant faire plus que sa volonté, elle ainsi que son fils Yash et sa copine Aba, mettent en place leur plan de vengeance visant principalement à tuer Niranjan, le pilier de la famille. Aba se fait passer pour le médecin personnel de Niru et lui administre du poison constamment pour détériorer son état. Afin de le sauver, Krishna se dévoue pour lui faire don de sa moelle osseuse.
Dans le climax, pour empêcher Krishna de faire son don, Yash la fait enlever. Pour la sauver, Sagar et Gangaa unissent leur force et au cours d'un combat entre cousins, Sagar tue Yash. Pendant une courte période, Niranjan est passé pour mort afin de découvrir qui lui en veut réellement. Le jour où il révèle à tout le monde qu'il est en vie, c'est lorsque sa famille a le plus besoin de lui, en outre durant la tentative de familicide de Prabah. Il lui tire alors dessus et sauve tout le monde.

### Saison 3
La saison 3 débute lors d'une sortie de prière en famille qui tourne mal pour les Chaturvedi. En effet, une tempête s'annonce et, Sagar, Gangaa et Krishna, rencontrent un accident sur une pirogue. Alors que Krishna est à jamais perdu en mer et que Sagar reste longtemps léthargique, Gangaa qui s'est cogné la tête, et a perdu la mémoire, est emmené par un certain Shiv Jha.
Shiv Jha est le chef d'un village éloigné. Le jour de la tempête, il était censé épouser une fille que son père lui a donné en mariage, une dénommée Gangaa, qui bien que n'ayant rien en commun avec notre héroïne à part le fait d'avoir Maharaji comme connaissance, a été confondu à cause de son voile de mariage. Résultat, Shiv la ramène dans sa famille et la présente à tous comme sa nouvelle épouse.
Chez les Jha, nombreux sont ceux qui voient l'union de Shiv et Gangaa d'un très mauvais œil. Ceci est notamment le cas de Savitri, la mère complotiste de Shiv, Pratab et Jhumki, respectivement le demi-frère et la belle-sœur de ce dernier, et Radhika, sa fille. Par contre, pour Riya et Kushal, ses beaux-frères, la venue de Gangaa au sein de leur famille est considéré comme de bonne augure, à tel point qu'elle peut toujours compter sur eux.
Au fil du temps, Shiv qui se sentait indifférent face à Gangaa du fait de ne s'être toujours pas remis de la disparition de Parvati, sa première campagne, en tombe fou amoureux. Or, au même moment, il rencontre, sauve et recueille Sagar chez lui, alors que celui-ci erre à la recherche de sa bien-aimée. Il n'en faut alors pas longtemps pour que l'on découvre que Gangaa et lui étaient autrefois mariés et parents, et que c'est à la suite d'un accident que notre héroïne ne se souvient plus de son passé. Bien qu'elle refuse de quitter Shiv, la jeune femme s'y résigne cependant quand ce dernier accepte de la rendre à Sagar.
Le jour de leur départ, Pratab qui a toujours méprisé Shiv, fait tuer Sagar en tentant de s'en prendre à lui. Sur son lit de mort, le jeune homme fait alors promettre à son rival de prendre soin de Gangaa, de l'aimer comme il aurait dû le faire et surtout ne pas la laisser devenir sa veuve, au risque qu'elle ne subisse de nouveau la même injustice que dans son enfance. Pour ce qui est de Gangaa qui a finalement recouvers la mémoire, au mauvais moment hélas, il lui semble pourtant impossible de refaire sa vie avec un autre. En faisant tout son possible pour pousser Shiv à mettre fin à leur mariage, elle finit par le pousser à bout, ce au détriment de la promesse faite à Sagar.
Dans le climax, la sœur jumelle de Parvati débarque, déterminée à se venger de Shiv qu'il considère comme le meurtrier de sa sœur. Dans son projet malveillant de mettre fin à ses jours, elle parvient à gagner la confiance de tout le monde, au point même où Savitri exige à son beau-fils de l'épouser. Mais grâce à Gangaa, son plan échoue et la vérité selon laquelle c'est Pratab le véritable meurtrier de Parvati est révélé. Pour une raison qu'on ignore, Savitri et Jhumki retournent leur veste, et se repentent de leur méfaits. Quant à Gangaa et Shiv, ils se vouent finalement leur amour tout en gardant leur premier amour, en outre Sagar et Parvati, à jamais dans leur mémoire.

### Histoires parallèles
La série ne raconte pas uniquement l'histoire de Gangaa. Tous les personnages, à un moment où à un autre, a vu leur récit de développer au fil du temps. C'est le cas de :
- Niranjan, plus amplement explorée avec la saga de Rahat et Zoya. En effet, dans sa jeunesse, Niranjan est tombé amoureuse de Rahat. Les deux ont eu une histoire d'amour de courte durée, et Niranjan a dû partir à l'étranger pour poursuivre ses études d'avocat. Or, entre-temps, sa mère a découvert cette liaison et étant au courant que Rahat était d'une religion différente, l'a interdite de revoir son fils, même en la sachant enceinte.

- Pulkit qui a dû laisser son enfance derrière lui avec son premier amour, Saloni. Pour le plaisir de sa famille, il a épousé Supriya, fille d'enseignant. Les deux ont fini par tomber amoureux, mais leur relation marital a fini par se dégrader après la fausse couche de Supriya, orchestré par Prabah. Du coup, pendant 7 ans, Pulkit a eu une liaison avec Kashish, l'amie de Gangaa, jusqu'à ce qu'il ne rompe définitivement avec elle en découvrant qu'elle a inventé une fausse grossesse pour le retenir. À la fin de la saison 2, Supriya et lui deviennent les parents adoptifs de la petite Juhi.

- Grand-mère Kanta qui à deux reprises, a vu sa confiance être trahie par deux membres de sa famille, en outre Omkar, le veuf cupide de sa fille, puis sa grande-sœur jalouse Shanta. Le plus souvent ce sont les gourous sur qui elle repose toutes ses croyances qui sont à la base des ennuis de sa famille, l'une des exemples palpables étant celui de la Dame Voilée. Dans le dernier épisode, elle retient finalement la leçon, et comprend qu'il vaut mieux faire confiance à sa famille qu'à des étrangers.

- Prabah qui, bien qu'étant une antagoniste majeur de la série, a eu un arc narratif censuré dans la diffusion française. En effet, avide d'argent, elle a à la fin de la première saison failli vendre son époux et son fils à sa meilleure amie. Ayant retenu la leçon, son caractère a fini par s'adoucir jusqu'au début de la deuxième saison, où sa méchanceté a repris le dessus. Lorsque son fils est emprisonné à cause de Sagar et Gangaa, elle devient la pire ennemie des Chaturvedi et entraîne Rathan, son mari, à se retourner contre eux. À la mort présumé de ce dernier, elle qui avait coutume de critiquer le statut de veuve, en devient une, seulement pour se faire bannir de la famille quand on découvre qu'elle est responsable de la fausse couche de Supriya. Des années plus tard, après s'être inventé une identité de gourou célèbre, elle retrouve ses ennemis et profite de leur détresse pour se venger. Apprendre la mort de Yash la poussera à accélérer sa vengeance, avant de mourir de la main de Niranjan.

## Distribution

### Personnages principaux
- Ruhanna Khanna dans le rôle de Gangaa Shukla (saison 1). Ruhanna interprête aussi le rôle de Krishna Chaturvedi, la fille de Gangaa et Sagar.
- Aditi Dev Sharma dans le rôle de Gangaa Shukla (Saison 2-3) : la fille de Varun Shukla ; l'épouse de Sagar Chaturvedi puis de Shiv Jha ; la mère de Krishna
- Vishal Vashishta dans le rôle de Sagar Chaturvedi (Saison 2-3) : le fils de Niranjan et Madhvi Chaturvedi ; l'époux de Gangaa ; le père de Krishna. Swar Hingonia interprète Sagar dans la saison 1.
- Shakti Anand dans le rôle de Shiv Jha (Saison 3) : le beau-fils de Savitri Jha ; l'époux de Gangaa ; le père de Radhika.

### Personnages secondaires
- Hiten Tejwani comme avocat Niranjan « Niru » Chaturvedi (Saison 1-2): le fils de Kanta ; le mari de Madhvi ; Le père de Pulkit et Sagar ; Le père adoptif de Gangaa ; le grand-père de Krishna ; Grand-père adoptif de Juhi
- Gungun Uprari dans le rôle de Madhvi Chaturvedi (Saison 1-2) : la sœur de Ratan ; la veuve de Niranjan ; La mère de Pulkit et Sagar ; la grand-mère de Krishna ; Grand-mère adoptive de Juhi
- Abhishek Tiwari dans le rôle de Pulkit Chaturvedi (Saison 2): le fils aîné de Niranjan et Madhvi ; le frère de Sagar ; le mari de Supriya ; Père adoptif de Juhi
  - Vedant Sawant dans le rôle de Pulkit Chaturvedi (Saison 1)
- Nivedita Tiwari / Roop Durgapal dans le rôle de Supriya Chaturvedi : l'épouse de Pulkit ; Mère adoptive de Juhi
- Sushmita Mukherjee dans le rôle de Kanta « Ammaji » Chaturvedi (Saison 1-2) : la mère de Niranjan ; La grand-mère de Pulkit et Sagar ; l'arrière-grand-mère de Krishna ; L'arrière-grand-mère adoptive de Juhi
- Jaya Bhattacharya comme Tante Sudha
- Sunil Jaitley dans le rôle de Maharaj ji : majordome chez Chaturvedi
- Rizwana Shaikh dans le rôle de Mehri : la femme de chambre de Chaturvedi
- Rajsingh Verma dans le rôle de Varun Shukla : le père de Gangaa ; le grand-père de Krishna

## Production
La série est diffusée en Inde le 2 mars 2015 sur la chaîne &TV et se termine le 2 juin 2017 après 595 épisodes. La série est produite par Sphere Origins et met initialement en vedette les enfants acteurs Swar Hingonia dans le rôle de Sagar, Ruhana Khanna dans le rôle de Gangaa et Raj Singh Verma dans le rôle du père de Gangaa (Bappa). Lorsque Gangaa et Sagar ont grandi, les enfants acteurs sont remplacés par Aditi Sharma et Vishal Vashishtha.
Le 29 août 2016, lors de Janmashtami, Ruhana Khanna, qui jouait Gangaa enfant, fait son retour dans le rôle de Gangaa et de Krishna, la fille de Sagar, huit mois après avoir été remplacée par Aditi Sharma dans le rôle de Gangaa adulte.
Le 16 janvier 2017, la série est remaniée ; l'intrigue et l'ensemble de la distribution, y compris le rôle principal Vishal Vashishtha, qui joue Sagar adulte, à l'exception d'Aditi Sharma qui continue de jouer le rôle de Gangaa, changent. Shakti Anand est le nouveau rôle principal de Shiv, face à Sharma. Les autres acteurs quittent la série. En octobre 2018, l'émission est diffusée sur Zee World.